# Бања (Аранђеловац)
Бања је насеље у Србији у општини Аранђеловац у Шумадијском округу. Према попису из 2022. има 1965 становника (према попису из 2011. било је 2194 становника).
Овде се налази археолошки локалитет Дворине. Овде су рођени народни херој Слободан Минић и Војислав Манојловић. Постоји и Родна кућа Војислава Манојловића.
Овде се налази ОШ „Душан Радоњић” Бања.
Пре Другог светског рата овде се налазио "највећи и најуређенији [вински] подрум на Балкану".

## Демографија
У насељу Бања живи 1779 пунолетних становника, а просечна старост становништва износи 40,0 година (38,7 код мушкараца и 41,2 код жена). У насељу има 654 домаћинства, а просечан број чланова по домаћинству је 3,39.
Ово насеље је скоро у потпуности насељено Србима (према попису из 2002. године), а у последња три пописа, примећен је мањи пораст у броју становника.
|  |

| Демографија | Демографија | Демографија |
| Година      | Становника  | Становника  |
| ----------- | ----------- | ----------- |
| 1948.       | 1.924       |             |
| 1953.       | 1.940       |             |
| 1961.       | 1.983       |             |
| 1971.       | 1.884       |             |
| 1981.       | 1.930       |             |
| 1991.       | 1.933       | 1.910       |
| 2002.       | 2.246       | 2.311       |
| 2011.       | 2.194       |             |
| 2022.       | 1.965       |             |

| Етнички састав према попису из 2002.‍ | Етнички састав према попису из 2002.‍ | Етнички састав према попису из 2002.‍ | Етнички састав према попису из 2002.‍ | Етнички састав према попису из 2002.‍ |
| ------------------------------------ | ------------------------------------ | ------------------------------------ | ------------------------------------ | ------------------------------------ |
|                                      |                                      |                                      |                                      |                                      |
| Срби                                 | Срби                                 |                                      | 2.153                                | 95,85%                               |
| Роми                                 | Роми                                 |                                      | 51                                   | 2,27%                                |
| Црногорци                            | Црногорци                            |                                      | 16                                   | 0,71%                                |
| Руси                                 | Руси                                 |                                      | 3                                    | 0,13%                                |
| Муслимани                            | Муслимани                            |                                      | 1                                    | 0,04%                                |
| Бугари                               | Бугари                               |                                      | 1                                    | 0,04%                                |
| Албанци                              | Албанци                              |                                      | 1                                    | 0,04%                                |
| непознато                            | непознато                            |                                      | 2                                    | 0,08%                                |

| Година пописа     | 1948. | 1953. | 1961. | 1971. | 1981. | 1991. | 2002. |
| ----------------- | ----- | ----- | ----- | ----- | ----- | ----- | ----- |
| Број домаћинстава | 436   | 441   | 480   | 467   | 497   | 530   | 654   |

| Број чланова      | 1  | 2   | 3  | 4   | 5  | 6  | 7  | 8 | 9 | 10 и више | Просек |
| ----------------- | -- | --- | -- | --- | -- | -- | -- | - | - | --------- | ------ |
| Број домаћинстава | 87 | 159 | 95 | 155 | 81 | 55 | 14 | 3 | 2 | 3         | 3,39   |

| Пол    | Укупно | Неожењен/Неудата | Ожењен/Удата | Удовац/Удовица | Разведен/Разведена | Непознато |
| ------ | ------ | ---------------- | ------------ | -------------- | ------------------ | --------- |
| Мушки  | 930    | 269              | 580          | 48             | 31                 | 2         |
| Женски | 943    | 167              | 578          | 170            | 26                 | 2         |
| УКУПНО | 1.873  | 436              | 1.158        | 218            | 57                 | 4         |

| Пол    | Укупно                    | Пољопривреда, лов и шумарство | Рибарство                            | Вађење руде и камена | Прерађивачка индустрија       |
| ------ | ------------------------- | ----------------------------- | ------------------------------------ | -------------------- | ----------------------------- |
| Мушки  | 466                       | 94                            | 0                                    | 48                   | 167                           |
| Женски | 282                       | 59                            | 0                                    | 9                    | 113                           |
| УКУПНО | 748                       | 153                           | 0                                    | 57                   | 280                           |
| Пол    | Производња и снабдевање   | Грађевинарство                | Трговина                             | Хотели и ресторани   | Саобраћај, складиштење и везе |
| Мушки  | 8                         | 24                            | 41                                   | 5                    | 39                            |
| Женски | 3                         | 2                             | 34                                   | 17                   | 5                             |
| УКУПНО | 11                        | 26                            | 75                                   | 22                   | 44                            |
| Пол    | Финансијско посредовање   | Некретнине                    | Државна управа и одбрана             | Образовање           | Здравствени и социјални рад   |
| Мушки  | 0                         | 2                             | 9                                    | 10                   | 9                             |
| Женски | 1                         | 2                             | 2                                    | 16                   | 14                            |
| УКУПНО | 1                         | 4                             | 11                                   | 26                   | 23                            |
| Пол    | Остале услужне активности | Приватна домаћинства          | Екстериторијалне организације и тела | Непознато            | Непознато                     |
| Мушки  | 3                         | 0                             | 0                                    | 7                    | 7                             |
| Женски | 1                         | 0                             | 0                                    | 4                    | 4                             |
| УКУПНО | 4                         | 0                             | 0                                    | 11                   | 11                            |